# Goodlands (île Maurice)
Goodlands est une localité de la république de Maurice située au nord-nord-est de son île principale, l'île Maurice. Elle est située à l'intérieur des terres à l'ouest de l'île d'Ambre et relève ce faisant du district de Rivière du Rempart. Sa population comptait 20 712 habitants en 2011.
L'endroit prend son nom dans les années 1830 lorsque James Edward Arbuthenot établit ici une fabrique sucrière. Plus tard d'autres fabriques sucrières se construisent avec leurs domaines de canne à sucre. la plupart ferment à partir du milieu du XXe siècle avec la centralisation de la production sucrière. La dernière, Saint-Antoine, ferme en 1994. En 1982, Goodlands comptait 12 592 habitants, la population se met à croître rapidement plaçant Goodlands juste après Triolet en nombre d'habitants dans le nord de l'île.
Goodlands est desservie par la paroisse catholique Marie-Reine (dont l'église principale est à Poudre d'Or) avec sa chapelle Sainte-Claire. on trouve aussi un lieu de culte protestant, une mosquée et deux temples hindous : Siva Soopramaniar Kovil et Kali Maiya.
L'enseignement est représenté par la Doorgachurn Hurry Government School.
Au bord de la grande route se trouve le Belmont Shopping Centre. C'est à Goodlands qu'a ouvert en 1982 la fameuse fabrique de bateaux historiques en modèle réduits, vendus dans le monde entier, Historique Marine.